# Flores (Isidoro Martí Fernando)
Cet article possède des homonymes et des paronymes, voir Flores.
Isidoro Martí Fernando dit « Flores », né à Alfarrasi (Espagne, province de Valence) le 12 mai 1884, mort à Caracas (Venezuela) le 6 décembre 1921, était un matador espagnol.

## Présentation
Il se présente à Madrid comme novillero le 15 juillet 1906 aux côtés de « Platerito » et « Chiquito de Begoña ». Il prend l’alternative à Séville (Espagne) le 28 septembre 1910 avec comme parrain « Quinito » et comme témoin Rafael « El Gallo » face à des taureau de la ganadería de Anastasio Martín. Il confirme son alternative à Madrid le 15 septembre 1912 avec comme parrain Rafael « El Gallo » et comme témoin « Paco Madrid » (qui prenait l’alternative).
Il était considéré par ses contemporains comme bon matador et comme ayant de bonnes manières pour imprimer une certaine élégance à son toreo.
Le 26 juin 1921, dans les arènes de Béziers (France, département de l’Hérault), il est blessé par un taureau de la ganadería de Don Alipio Perez Tabernero. Peu de temps après, alors qu’il est insuffisamment rétabli de ses blessures, il s’embarque pour le Venezuela mais son état s'aggrave durant le voyage. Il meurt à Caracas le 6 décembre 1921.